# Пирадов, Михаил Александрович
Михаи́л Алекса́ндрович Пира́дов (род. 9 февраля 1956, Москва, РСФСР, СССР) — советский и российский учёный-невролог, директор ФГБНУ «Научный центр неврологии», доктор медицинских наук (1993), профессор (1998), академик РАН (2016), вице-президент РАН (с 2022).

## Биография
Родился 9 февраля 1956 года в Москве. Отец Александр Сергеевич Пирадов, чрезвычайный и |полномочный посол СССР, мать Мария Дмитриевна Пирадова, главный редактор журнала «Здоровье». Сводный брат — дипломат Сергей Орджоникидзе.

### Профессиональная карьера
- 1973—1979 — учёба во 2-м Московском государственном медицинском институте имени Н. И. Пирогова по специальности «врач-лечебник»; диплом с отличием;
- 1979—1984 — ординатура и аспирантура в НИИ неврологии АМН СССР (с 2007 года — «Научный центр неврологии» РАМН);
- 1984—1989 — младший научный сотрудник, старший научный сотрудник реанимационно-респираторного отделения;
- 1989—2014 — заместитель директора по научной работе;
- 1994—2019 — заведующий отделением реанимации и интенсивной терапии с группой анестезиологии;
- 1996—1999 — вице-президент Европейской федерации неврологических обществ;
- 1997—2001 — член Комитета Управления Всемирной федерации неврологии;
- 2014—2019 — заведующий курсом неврологии на кафедре общеклинической подготовки факультета фундаментальной медицины МГУ имени М. В. Ломоносова;
- с 2014 — директор ФГБНУ «Научный центр неврологии»;
- 2014—2022 — заведующий кафедрой нервных болезней стоматологического факультета МГМСУ имени А. И. Евдокимова;
- с 2022 — вице-президент Российской академии наук (https://new.ras.ru/staff/akademiki/piradov-mikhail-aleksandrovich/

## Научная деятельность
Основные исследования М. А. Пирадова посвящены наиболее актуальным проблемам неврологии и нейрореаниматологии — коматозным состояниям, смерти мозга, геморрагическим и ишемическим инсультам, демиелинизирующим и воспалительным полинейропатиям, миастеническим и холинергическим кризам, защите мозга от ишемии, восстановительной неврологии и нейрореабилитации.
Пирадовым выполнены фундаментальные исследования по патофизиологии мозгового кровообращения и метаболизма, очаговым и диффузным поражениям головного мозга. Изучены основные факторы, вызывающие развитие острых нарушений мозгового кровообращения и влияющие на их дальнейшее течение, включая полиорганную недостаточность, разработаны методы прогнозирования исходов инсультов. Под его руководством создана система специализированной нейрореанимационной помощи этим больным, снизившая летальность при тяжёлых кровоизлияниях в мозг в два раза и инфарктах мозга в полтора раза.
Один из основных авторов-разработчиков критериев смерти мозга, положенных в основу Закона Российской Федерации «О трансплантации органов и тканей человека».
Значительный вклад внесён им в исследования персистирующего вегетативного состояния нетравматического генеза, в создание диагностических и прогностических алгоритмов.
Пирадовым проведены приоритетные исследования по морфологии, иммунологии, нейрофизиологии и терапии острых воспалительных и демиелинизирующих полинейропатий, раскрыты патогенетические механизмы развития этих заболеваний, в результате чего вдвое сокращены сроки проведения искусственной вентиляции лёгких и время восстановления способности к самостоятельной ходьбе при синдроме Гийена — Барре; в 11 раз снижена летальность при тяжёлых формах дифтерийной полинейропатии.
Один из основоположников применения экстракорпоральных методов терапии при тяжёлых аутоиммунных заболеваниях нервной системы человека в нашей стране. В последние годы учёный активно работает над проблемами нейропластичности и нейрореабилитации.
В 1984 году защитил кандидатскую диссертацию, в 1993 году присвоена учёная степень доктора медицинских наук, в 1998 году присвоено учёное звание «профессор», в 2011 году избран членом-корреспондентом РАМН (с 2014 года — член-корреспондент РАН), в 2016 году — академиком РАН, в 2022 году — вице-президентом РАН.(https://new.ras.ru/staff/akademiki/piradov-mikhail-aleksandrovich/).
Автор более 900 научных публикаций (Индекс Хирша: РИНЦ — 64, WoS - 37, Scopus - 46), 25 книг, 20 патентов. Научный консультант и руководитель 7 докторских и 26 кандидатских диссертаций.

## Основные работы
- Пирадов М. А. Синдром Гийена — Барре. — М.: Интермедика, 2003. — 240 с.
- Пирадов М. А., Супонева Н. А. Синдром Гийена — Барре: диагностика и лечение. — М.: Медпресс-информ, 2011. — 200 с.
- Инсульт: диагностика, лечение, профилактика / Под ред. З. А. Суслиной, М. А. Пирадова. — М.: Медпресс-информ, 2008. — 340 с.
- Супонева Н. А., Пирадов М. А. Внутривенная иммунотерапия в неврологии. — М.: Горячая линия — Телеком, 2013. — 312 с.
- Нейрофизиология комы и нарушения сознания / Гнездицкий В. В., Пирадов М. А. — Иваново, 2015. — 524 с.
- Неврология XXI века: диагностические, лечебные и исследовательские технологии. В 3 томах / Под ред. М. А. Пирадова, С. Н. Иллариошкина, М. М. Танашян. — М.: АТМО, 2015. — Т. 1. — 487 с., Т. 2. — 415 с., Т. 3. — 375 с.
- Инсульт: современные технологии диагностики и лечения / под ред. М. А. Пирадова, М. М. Танашян, М. Ю. Максимовой. — М.: Медпресс-информ, 2018. — 355 с.
- Полинейропатии: алгоритмы диагностики и лечения / М. А. Пирадов, Н. А. Супонева, Д. А. Гришина. — М.: Горячая линия-Телеком, 2019. — 248 с.
- Инсульт: пошаговая инструкция / М. А. Пирадов, М. М. Танашян, М. Ю. Максимова. — М.: ГЭОТАР-Медиа, 2020. — 286 с.
- Хронические нарушения сознания / под ред. М. А. Пирадова. — М.: Горячая линия-Телеком, 2020. — 288 с.

## Награды и премии
- 1997 — медаль «В память 850-летия Москвы».
- 2009 — лауреат Премии Правительства Российской Федерации в области науки и техники.
- 2016 — Медаль ордена «За заслуги перед Отечеством» II степени — за большой вклад в развитие здравоохранения, медицинской науки и многолетнюю добросовестную работу[2].
- 2022 — Орден Дружбы (Указ Президента РФ от 07 октября 2022 N713 http://publication.pravo.gov.ru/Document/View/0001202210070039?index=1&rangeSize=1.
- 2022 — лауреат Премии Правительства Российской Федерации в области науки и техники.(http://publication.pravo.gov.ru/Document/View/0001202212130047?index=4&rangeSize=1